# Al-Asmai
Abd al-Malik ibn Quraib al-Asma'i (arabe : أبو سعيد عبد الملك ابن قريب الأصمعي), plus souvent appelé Al-Asma'i est un philologue, grammairien et savant arabe de l’école de Bassora (740-828), auteur d'ouvrages de biologie, de zoologie et d'anatomie humaine.
C’était un musulman très pieux et passionné de poésie. Il apporta une contribution non négligeable à l’étude de la Botanique, de la Zoologie et de l’élevage des animaux domestiques. Du temps des califes abbassides de Bagdad, les travaux de classification des animaux et des plantes étaient monnaie courante chez de nombreux savants œuvrant à la « Maison de la sagesse », mais il semblerait bien que ce soit ceux d’al-Asmai qui aient connu la plus grande popularité dans les milieux scientifiques de l’époque et même des siècles à venir.
Ses ouvrages les plus célèbres sont : « Kitab al-Ibil », « Kitab al-Khalil », « Kitab al-Wuhush », « Kitab al-Sha », et « Kitab Khalq al-Insan ». Le dernier ouvrage qui traite de l’anatomie humaine prouve qu’al-Asmai possédait en ce domaine des connaissances non négligeables.
Pratiquement, il travailla surtout sur la reproduction (et sélection) des chevaux et des chameaux et il fut un des premiers scientifiques à aborder systématiquement ce domaine.
Il mourut en 826 ou 828.
Il convient de noter qu’à cette époque, les califes entretenaient des parcs zoologiques où il s’efforçaient de rassembler le maximum d’espèces, les plus rares ou les plus curieuses étant les plus recherchées. Le jardin zoologique des Abbassides se trouvait à Samar (en Irak).